# 光柵圖像處理器
光栅图像处理器，又稱光柵掃瞄影像處理機（Raster Image Processor，简写RIP），通常指的是把光栅图像PS文件经过解释运算，转变成光栅点阵数据的处理器或处理软件。它是印刷行业的一种重要软件或设备。所有的输出设备如打印机或照排机等，都需要有一个RIP来驱动。
广义上讲是针对所有页面描述语言的光栅化处理程序都可以称为RIP。但通常我们所说的RIP，主要指PS解释器，即把PostScript文件解释转变成为点阵数据的处理器。
RIP主要进行下列工作：
PostScript 译解，对PostScript文件进行语法分析，对分析结果进行解释，建立数据结构并进行运算；
曲线绘制及填充，按照要求的输出分辨率，对曲线进行线段进行拟和、排序及多边形填充，这是典型的计算机图形学问题，主要涉及的曲线是三次贝塞尔曲线；
字体处理技术，根据指令及编码查找出各个字符的轮廓曲线数据；
加网，根据设备分辨率对灰度数据进行加网，使之转变为二值点阵数据。主要要控制好平网均匀度，玫瑰斑效果，网线数及网角精度。
分色／色彩管理，支持CIE色空间，使用ICC profile，可以对复合色中RGB数据进行分色，或进行颜色转换。